# Arbetstagarorganisation
En arbetstagarorganisation är en organisation som sluter samman arbetstagare för att företräda deras intressen gentemot arbetsgivare.
Arbetstagarorganisationer finns på olika nivåer. En lokal arbetstagarorganisation på arbetsplatsen, som ingår i en större organisation, kallas ofta för (fack)klubb. Inom verkstadsindustrin är motsvarande benämning verkstadsklubb. Många mindre arbetsplatser saknar fack- och verkstadsklubbar.
En sammanslutning av en hel yrkeskår brukar kallas för fackförening. En sammanslutning av arbetstagare (även egenföretagare kan ingå) i ett helt land brukar kallas för fackförbund. Det kan baseras på yrke eller bransch eller en kombination (vissa yrken inom en eller flera branscher).
I lagtexter används termen arbetstagarorganisation för att beteckna vilken som helst av dessa nivåer.

## Arbetstagarorganisationer i Sverige
I Sverige tillhörde år 2022 69 procent av arbetstagarna en fackförening. De största fackliga centralorganisationerna är LO, TCO och Saco. Ledarna är det största fristående fackförbundet. Det största fackförbundet är TCO-anslutna Unionen följt av LO-anslutna Kommunal.